# Horní Poříčí (Morávia do Sul)
Horní Poříčí é uma comuna checa localizada na região de Morávia do Sul, distrito de Blansko.